# Bill Stevenson
Bill Stevenson właśc. John William Stevenson (ur. 10 września 1963 w Torrance, Kalifornia) – amerykański perkusista. W 1978 roku założył razem z gitarzystą Frankiem Navettą i basistą Tonym Lombardo zespół Descendents. W grudniu 1981 wspomógł w kilku koncertach Black Flag, ponieważ ich perkusista ROBO został zatrzymany w Wielkiej Brytanii w czasie tournée po Europie. Kiedy ROBO nie powrócił do Black Flag, Bill nawiązał z nimi stałą współpracę, która trwała do 1985 roku. W tym czasie wziął udział w nagraniach kilku ich albumów. Po odejściu z Black Flag skoncentrował się z powrotem na grze w Descendents i grał tam do czasu, kiedy wokalista Milo Aukerman opuścił zespół (1987). Bill i pozostali muzycy Descendents zaprosili wówczas wokalistę Dag Nasty Dave'a Smalleya i utworzyli zespół All. All później jeszcze dwukrotnie zmieniało wokalistów (od 1989 do 1993 Scott Reynolds i od 1993 Chad Price).
W 2004 roku All i Descendents wyruszyli razem w trasę (Warped Tour 04).
Bill Stevenson, wraz z Jasonem Livermorem są założycielami i właścicielami legendarnego studia nagraniowego "Blasting Room" w Fort Collins.
Aktualnie Bill uczestniczy w różnych projektach muzycznych razem z muzykami zespołów GWAR i Converge.
W 2012 roku wyprodukował album Awakened grupy As I Lay Dying.